# Poxdorf (Bawaria)
Poxdorf – miejscowość i gmina w Niemczech, w kraju związkowym Bawaria, w rejencji Górna Frankonia, w regionie Oberfranken-West, w powiecie Forchheim, wchodzi w skład wspólnoty administracyjnej Effeltrich. Leży przy autostradzie A73 i linii kolejowej Norymberga – Lipsk.
Gmina Poxdorf leży 6 km na południe od centrum Forchheimu i 24 km na północ od Norymbergi.

## Polityka
Wójtem jest Gunhild Wiegner. Rada gminy składa się z 13 członków:
|      | CSU | SPD | Wolna Grupa Wyborców | Młodzi Obywatele | Razem     |
| 2002 | 5   | 2   | 5                    | 1                | 13 miejsc |